# Herbert Pomp
Herbert Pomp (* 19. April 1909 in Drebach, Erzgebirge; † 26. April 1980 in Karl-Marx-Stadt) war ein deutscher Parteifunktionär (KPD/SED) und Widerstandskämpfer gegen das NS-Regime.

## Leben
Pomp, Sohn eines Bauarbeiters und einer Heimarbeiterin, besuchte die Volksschule und absolvierte von 1923 bis 1927 in Chemnitz eine Lehre zum Schlosser. Im Jahr 1923 trat er der SAJ, 1924 dem KJVD und 1931 der KPD bei. Ab 1931 wirkte er als ehrenamtlicher Instrukteur der KPD in der Unterbezirksleitung Chemnitz. 
Nach der „Machtergreifung“ der Nationalsozialisten 1933 wurde er verhaftet und befand sich bis 1934 in sogenannter „Schutzhaft“. Nach seiner Freilassung wurde Pomp mit dem Wiederaufbau der illegalen Organisation in Essen und den Krupp-Werken durch die Berliner Leitung betraut. Im Juli 1934 löste er den Bezirksinstrukteur Alfred Hausser ab, der vorher noch Kontakte zur KPD-Bezirksleitung unter Karl Schabrod hatte herstellen können. Im Dezember 1934 wurde Pomp erneut verhaftet. Das Oberlandesgericht Hamm verurteilte ihn zu zehn Jahren und vier Monaten Zuchthaus. Pomp war zunächst im Zuchthaus Münster, dann im Straflager Dieburg inhaftiert. 
1945 wurde er von US-amerikanischen Truppen aus dem Straflager befreit. Pomp kehrte nach Chemnitz zurück und stellte sich sofort wieder in den Dienst der KPD. Er nahm am Vereinigungsparteitag der KPD und SPD am 21./22. April 1946 in Berlin teil und wurde Mitglied der SED. 
Im Herbst 1947 wurde Pomp zusammen mit Kurt Böhme, Robert Kessler und Ernst Wabra als Sonderbevollmächtigter des SED-Landesvorstandes für die SAG Wismut eingesetzt. Sie bildeten die Betriebsparteiorganisation Erzbergbau, die Ende 1947 in Kreisparteiorganisation Aue II umbenannt wurde. Später war Pomp bis 1966 Mitglied und Sekretär der SED-Gebietsleitung Wismut.
Pomp lebte zuletzt als Veteran in Karl-Marx-Stadt, war Mitglied der Kommission zur Betreuung verdienstvoller Parteimitglieder der Parteiorganisation Wismut und bis zu seinem Tod 1980 zudem Mitglied der Leitung des Stadtkomitees Karl-Marx-Stadt des Komitees der Antifaschistischen Widerstandskämpfer.

## Auszeichnungen
- Vaterländischer Verdienstorden in Silber
- Ehrennadel der Gesellschaft für Deutsch-Sowjetische Freundschaft in Gold